# Alexandru Cărcăleteanu
Alexandru Cărcăleteanu (n. 8 martie 1843 – d. 28 mai 1936) a fost un general român. 
A urmat școala militară în România și Franța.
În 1869, căpitanul Alexandru Cărcăleteanu a fost șeful Depozitului Științific de Război. În 1889-1892, colonelul Alexandru Cărcăleteanu a fost din nou șeful Depozitului Științific de Război.
În perioada 1 aprilie 1901-1 aprilie 1904, generalul de brigadă Alexandru Cărcăleteanu a fost Șeful Statului Major General.
În perioada 1 noiembrie 1909 – 31 martie 1911, a deținut funcția de Șef al Marelui Stat Major al Armatei Române, cu gradul de general de brigadă.
A fost decorat cu Medalia "Virtutea Militară de Aur", Medalia Crucea Trecerii Dunării și Medalia Luptătorii Independenței.